# Erigone dentipalpis syriaca
Erigone dentipalpis syriaca O. P.-Cambridge, 1872 è un ragno, sottospecie dell'Erigone dentipalpis, appartenente alla famiglia Linyphiidae ed endemico della Siria.

## Aspetto
La sottospecie siriaca è anatomicamente un po' più grande della sua specie d'appartenenza; i lobi dell'estremità anteriore della giuntura radiale del palpo, apparentemente della stessa forma di E. dentipalpis, sono ben delineati e più ampi; il dente al di sotto della giuntura si presenta anch'esso più robusto; sono presenti, inoltre, delle piccole dentellature visibili sulla linea longitudinale centrale del capo quando il ragno è posto di profilo.

## Distribuzione
La specie è endemica della Siria; gli unici cinque ragni collezionati, di sesso maschile, sono stati trovati sulla strada tra Hasbaya e Damasco.

## Tassonomia
Sono stati osservati solamente i sintipi di questa sottospecie nel 1872